# Crella digitifera
Crella digitifera är en svampdjursart som först beskrevs av Claude Lévi 1959.  Crella digitifera ingår i släktet Crella och familjen Crellidae.
Artens utbredningsområde är havet utanför Guinea Bissau. Inga underarter finns listade i Catalogue of Life.